# 爱棠村事件
爱棠村事件又稱爱棠村掘尸案、顾顺章灭门案，是中國共產黨為報復顧順章叛變，於1931年在上海法租界最西部姚主教路大同坊的爱棠村33、37号（今上海市徐汇区余庆路110号和102号）犯下的一起兇殺案。

## 案情
顾顺章被捕后，其家属从威海卫路802号转移到上海法租界最西部姚主教路125弄的爱棠村33、37号（今徐汇区余庆路110号和102号）。1931年5月，周恩来、康生在顾顺章投降后，率领洪杨生、陈养山、王世德（化名王竹友）等十余人中国共产党中央特别行动科成员对顾顺章全家八口岳父母、妻子、内弟等全部勒毙，尸体深埋于爱棠村院内灭迹。顾顺章女顾利群和妻弟张长庚因年幼，在周恩来安排下顾利群被送到了保育院，张长庚则放回家。顾顺章后来娶的妻子张永琴也未死。顾利群最後于2018年7月1日在上海病逝。
案发半年后的1931年11月，张长庚在街上指认出特科成员王世德，王世德被中国国民党中央执行委员会组织部调查科逮捕后招供出案情，由调查科向上海法租界巡捕房接洽，希望在愛棠村发掘尸体，上海法租界当局初不置信，在中國國民黨方面多次接洽後，允許发掘，因此事为新闻界所悉，消息传布出去，致发掘工作进行之时，市民挤满墙头，树上围观。经一周时间的挖掘（11月21日至28日），上海法租界警务人员在爱棠村37号院内挖出顾维桢（顾顺章胞兄，住机关当烧饭师傅）、吴韶兰（顾维桢之妻，做掩护和交通工作）、张阿桃（顾顺章岳父）、张爱宝（顾顺章的妻妹）四具尸体；在爱棠村33号发现叶小妹（顾顺章妻子的表妹）、吴克昌之妻（顾顺章嫂子吴韶兰的弟媳）以及一名麻脸男佣共三具尸体。此外，上海公共租界戈登路捕房在上海公共租界武定路修德坊6号（今武定路930弄14号）发现张杏华（顾顺章的原配妻子，担任魔术商店营业员，担任通讯联络任务）、张陆氏（顾顺章岳母）、吴克昌（顾顺章嫂子吴韶兰之弟）以及顾顺章朋友斯励共四具尸体。:159-160后當局又在麦特赫斯脱路（今静安区泰兴路）、新闸路陈家巷91号等处，继续从事发掘，结果又掘得多具尸体，其中都是顾顺章的亲属，正式党内身份是中央特科第一科成员，有两人是党员身份，此时被中共认定为动摇或叛变份子，由周恩来命王世德等所处决的。
- 上海法租界巡捕房在姚主教路爱棠村37号发现的四具尸体分别属于：
  - 顾维桢——顾顺章胞兄，住机关当烧饭师傅
  - 吴韶兰——顾维桢之妻，做掩护和交通工作
  - 张阿桃——顾顺章岳父
  - 张爱宝——顾顺章的妻妹

- 在姚主教路爱棠村33号发现的三具尸体分别属于：
  - 叶小妹——顾顺章妻子的表妹
  - 吴克昌之妻——顾顺章嫂子吴韶兰的弟媳
  - 一名麻脸男佣

- 上海公共租界戈登路捕房在武定路修德坊6号发现的四具尸体分别属于：
  - 张杏华——顾顺章的原配妻子，担任魔术商店营业员，担任通讯联络任务
  - 张陆氏——顾顺章岳母
  - 吴克昌——顾顺章嫂子吴韶兰之弟
  - 斯励

- 在新闸路陈家巷91号发现黄弟洪、邹志淑、朱完白夫妇、王盘五人的尸体

在顾家人屍體被挖出以後，上海報紙进行圖文並茂的報導，改變了許多上海市民對中共的看法，上海公共租界巡捕房也因此與國民黨合作打擊中共。:159-160